# أغار رودني آدمسون
أغار رودني آدمسون (بالإنجليزية: Agar Rodney Adamson) هو سياسي كندي من أعضاء الحزب المحافظ التقدمي شغل مقعد مجلس العموم الكندي عن دائرة «يورك الغربية» من عام 1940 حتى وفاته عام 1954. توفي مع زوجته سينثيا جاكلين أوكلي في 8 أبريل 1954 إثر تصادمٍ جويّ فوق مدينة موس جاو بين طائرة ركّاب من طراز «نورث ستار» تابعة لشركة «ترانس كندا إير لاينز» وطائرة تدريب تابعة لسلاح الجو الملكي الكندي؛ وأسفر الحادث عن مقتل جميع من على متني الطائرتين إضافةً إلى شخصٍ على الأرض.

## السيرة والمسيرة
وُلد آدمسون في تورونتو، أونتاريو، في 8 نوفمبر 1901. تخصّص مهنيًا في هندسة التعدين قبل دخوله المعترك السياسي، ثم فاز بمقعد «يورك الغربية» عام 1940 وظلّ نائبًا حتى وفاته في 1954.

## الوفاة
في صباح 8 أبريل 1954، وقع تصادمٌ جويّ فوق موس جاو بين طائرة «نورث ستار» تابعة لشركة «ترانس كندا إير لاينز» وطائرة تدريب من طراز «هارفرد» لسلاح الجو الملكي الكندي، ما أدّى إلى مقتل 37 شخصًا إجمالًا، بينهم آدمسون وزوجته سينثيا. وأكّد أرشيف حوادث الطيران تفاصيل الرحلة والطائرة المدنية المشاركة في الحادث، كما وثّقت مطبوعة تاريخية لمقاطعة ميسيساغا أن نجلي آدمسون أقاما بعد الفاجعة لدى أقاربهما في أونتاريو.